# Jakub Kulhánek
Jakub Kulhánek (ur. 30 czerwca 1984 w Mielniku) – czeski polityk, działacz Czeskiej Partii Socjaldemokratycznej, wiceminister w różnych resortach, w 2021 minister spraw zagranicznych.

## Życiorys
Ukończył stosunki międzynarodowe na Uniwersytecie Karola w Pradze, magisterium w tej dziedzinie uzyskał na Uniwersytet Georgetown. Pracował jako analityk w praskim centrum informacyjnym NATO, następnie był m.in. kierownikiem do spraw programów w stowarzyszeniu Asociace pro mezinárodní otázky, badaczem w Center for European Policy Analysis (CEPA) w Waszyngtonie, członkiem gabinetu jednego z komisarzy Unii Europejskiej i doradcą wiceprzewodniczącego Izby Poselkiej.
Zaangażował się w działalność polityczną w ramach Czeskiej Partii Socjaldemokratycznej. W 2014 pełnił funkcję wiceministra obrony. Następnie od tegoż roku do 2016 był wiceministrem spraw zagranicznych. Później zajmował się działalnością konsultingową. Do administracji rządowej powrócił w 2018, obejmując stanowisko wiceministra spraw wewnętrznych.
W kwietniu 2021 socjaldemokraci rekomendowali go na nowego ministra spraw zagranicznych w drugim rządzie Andreja Babiša. Nominację na tę funkcję Jakub Kulhánek otrzymał w tym samym miesiącu. Zakończył urzędowanie w grudniu 2021.